# 喬治亞原人
喬治亞原人（学名：Homo georgicus）是灵长目人科人属的一種，於2002年建議用來描述於1999年及2001年在格魯吉亞德馬尼西發現的頭顱骨及顎骨化石，被認為是巧人及直立人的过渡形态。一部份格魯及亞人的骨骼亦於2001年被發現，這些化石估計可追溯至180萬年前。這些遺骸最先由格魯吉亞科學家戴维·洛尔德基帕尼泽於1991年發掘出來，同時亦發現工具及動物骨頭。
最初科學家認為這些化石屬於匠人的，但因體型大小不同而成立了新種。喬治亞原人是巧人的後裔，同時也是亞洲直立人的祖先。

## 化石發現
喬治亞原人的頭顱骨（編號D2700）可以追溯至180萬年前，可容納600立方厘米的腦部，狀況完好。頭蓋是非洲以外人種中最細小及原始的。這個標本的腦部是現今智人的一半，在發現佛羅勒斯人之前算是最少的。喬治亞原人是兩性異形的，男性明顯的較女性大。由於喬治亞原人的侏儒體型，很難確定他們演化的位置。究竟他們是否與現今人類一樣有較高的智能，則仍未有定案。喬治亞原人較直立人早80萬年在歐洲定居，可能是歐洲定居的第一種人族。

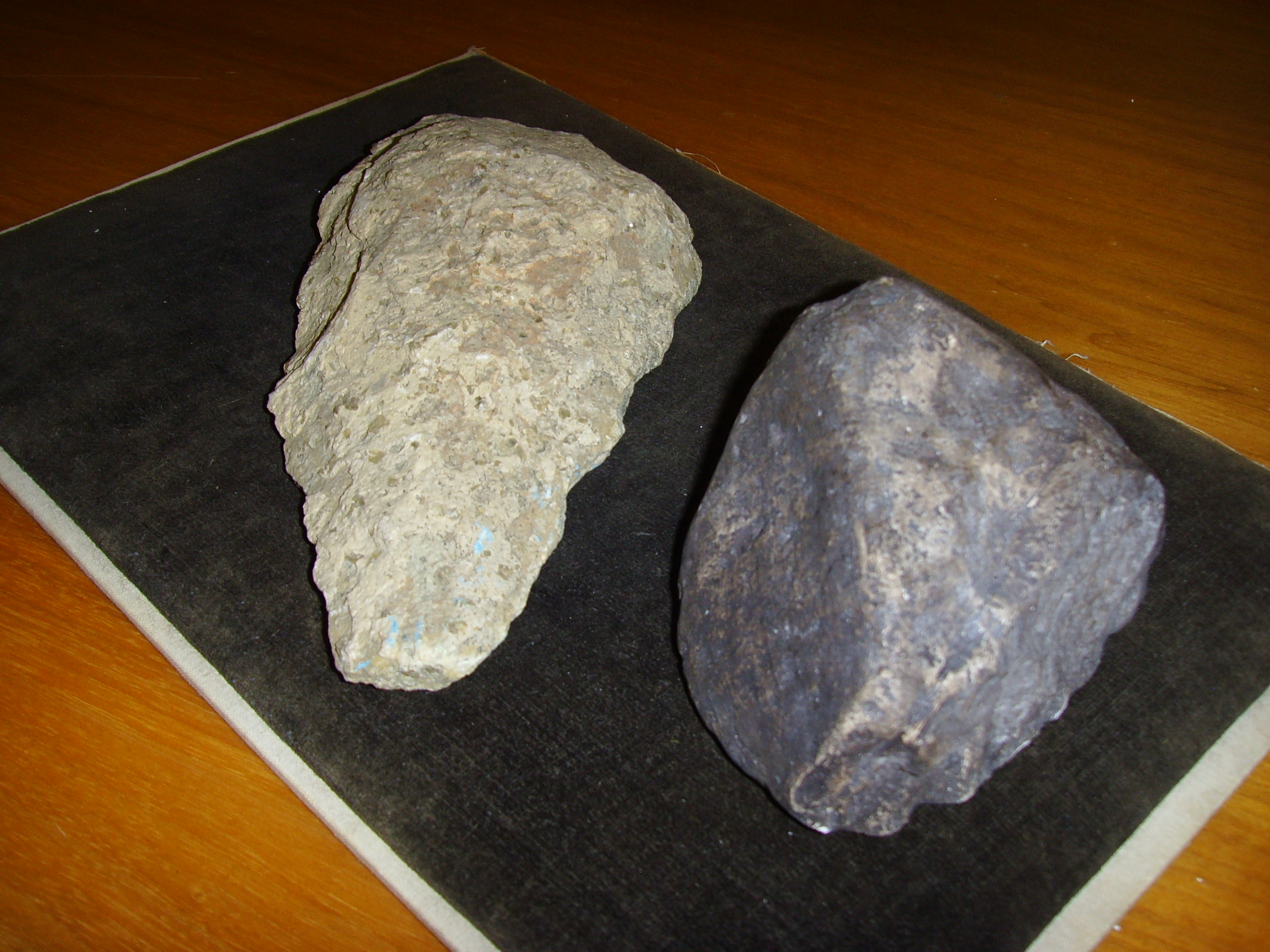
喬治亞原人的石器工具。

後來亦有發現4個喬治亞原人的化石骨骼，顯示他們在頭顱骨及上半身較為原始，但脊骨及下肢就明顯的更為進化。他們現時被認為並非另一個物種，而是南方古猿演化至直立人之間的中間生物。

## 外部連結
- Hominid species（页面存档备份，存于）
- Skull D2700（页面存档备份，存于）
- The Rolex Awards: an excavation shedding light on early human evolution